# Desmopachria zimmermani
Desmopachria zimmermani är en skalbaggsart som beskrevs av Young 1981. Desmopachria zimmermani ingår i släktet Desmopachria och familjen dykare. Inga underarter finns listade i Catalogue of Life.